# Desno Trebarjevo
Desno Trebarjevo is een plaats in de gemeente  Martinska Ves in de Kroatische provincie Sisak-Moslavina. De plaats telt 396 inwoners (2001).